# Джонс, Франческа
Франческа Джонс (англ. Francesca Jones; род. 19 сентября 2000, Брадфорд, Йоркшир и Хамбер) — британская профессиональная теннисистка.

## Профессиональная карьера
В 20 лет Франческа дебютировала на турнирах Большого шлема. На Открытом чемпионате Австралии, пройдя квалификацию, сыграла в первом раунде против Шелби Роджерс, уступила ей в двух сетах. В этом же году приняла участие в Уимблдонском турнире. В первом раунде проиграла Кори Гауфф. 
Используя защищенный рейтинг, Джонс в 2023 году вышла в свой первый полуфинал турниров WTA.  
В начале травяного сезона 2024 года Джон на Открытом чемпионате в Нттингеме вышла в свой второй четвертьфинал в карьере, победив двух американок Кэролайн Доулхайд и Эшлин Крюгер.

## Итоговое место в рейтинге WTA по годам
| Год  | Одиночный рейтинг | Парный рейтинг |
| 2023 | 288               | -              |
| 2022 | 151               | -              |
| 2021 | 151               | 563            |
| 2020 | 241               | -              |
| 2019 | 347               | -              |
| 2018 | 399               | -              |
| 2017 | 817               | -              |
| 2016 | 1187              | 1093           |